# Ochrosia newelliana
Ochrosia newelliana là một loài thực vật có hoa trong họ La bố ma. Loài này được F.M.Bailey mô tả khoa học đầu tiên năm 1899.